# Varniai
Varniai (deutsch Medeniken, früher Medininkai, schemaitisch Varnē) ist eine Stadt in der litauischen Rajongemeinde Telšiai, 33 km südlich von Telšiai, an der Varnelė, an der Fernstraße KK160, im Regionalpark Varniai. Es ist das Zentrum des Amtsbezirks Varniai. In Varniai befinden sich das Motiejus-Valančius-Gymnasium mit 540 Schülern, das Berufsbildungszentrum Telšiai, eine Bibliothek (seit 1938) und ein Postamt (LT-88050).

## Geschichte
Varniai/Medininkai war von 1417 bis 1864 Sitz des Bistums Samogitien, gehört heute aber zur Diözese Telšiai. Das Einrichtung des Bistums ging auf das Konzil von Konstanz zurück und brachte die Eigenständigkeit der schamaitischen Christen gegenüber dem Deutschen Orden zum Ausdruck. Mathias von Trakai wurde der erste Bischof. Von 1850 bis 1864 lebte hier Bischof Motiejus Valančius. Die von 1681 bis 1691 errichtete Kirche der Apostel Petrus und Paulus in Varniai gehört über ihren Vorgängerbau zu den ältesten Kirche in Niederlitauen. Die hölzerne Alexanderkirche erhielt ihr heutiges Erscheinungsbild 1779. Das Museum des Samogitischen Bistums befindet sich im Gebäude des Priesterseminars aus dem 18. Jahrhundert.

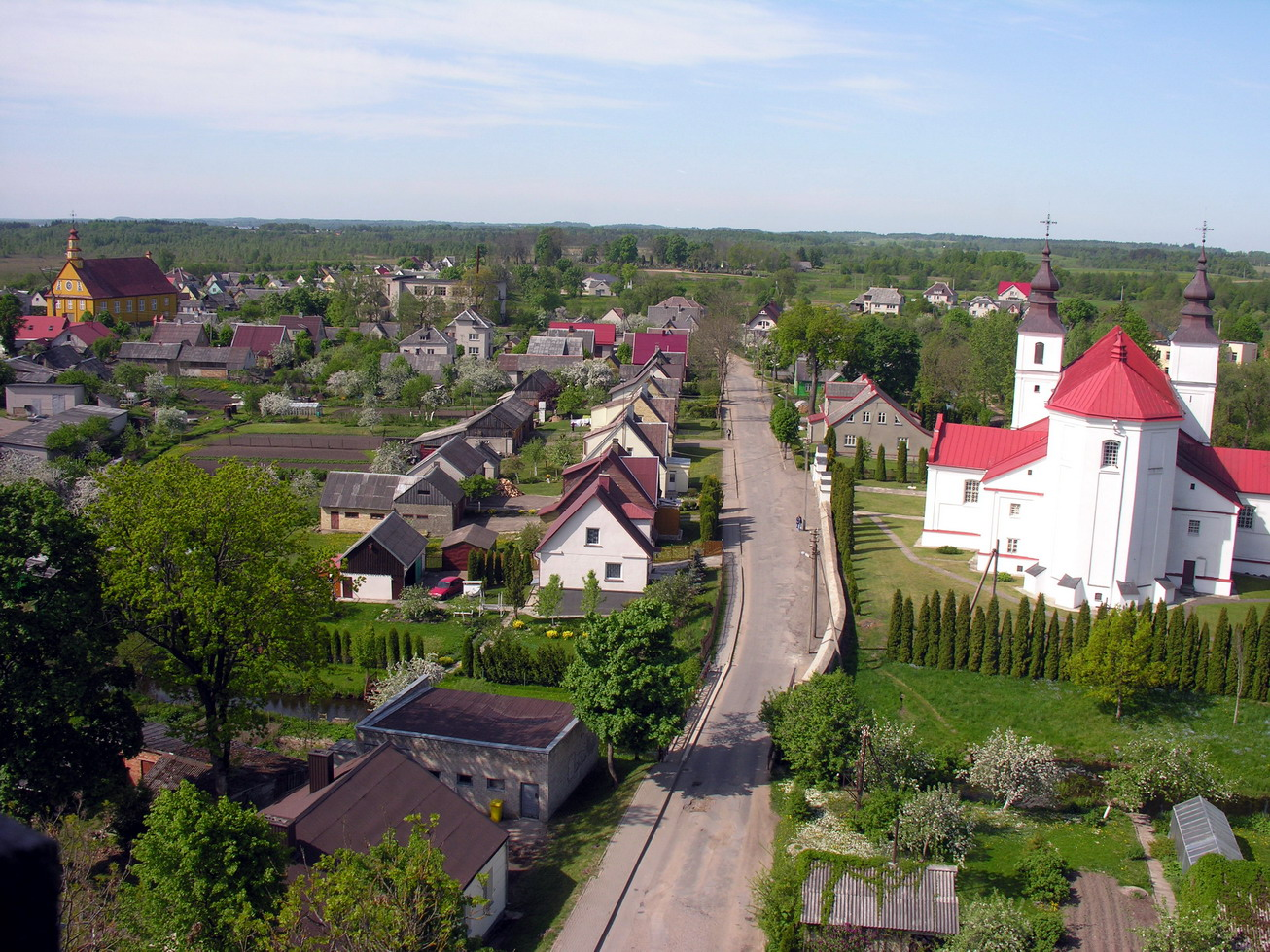
Stadtansicht Varniai
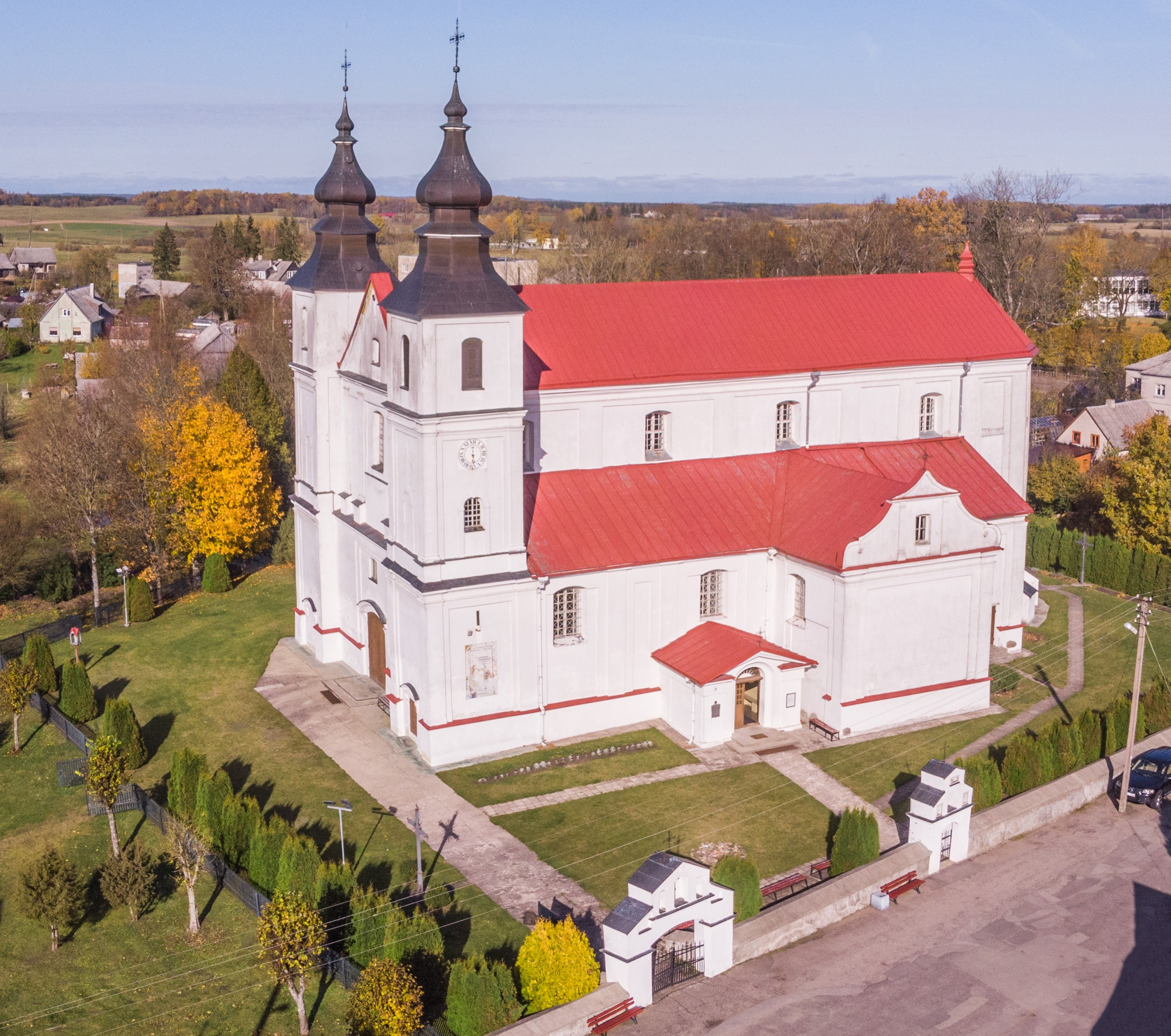
Kirche der Apostel Petrus und Paulus in Varniai
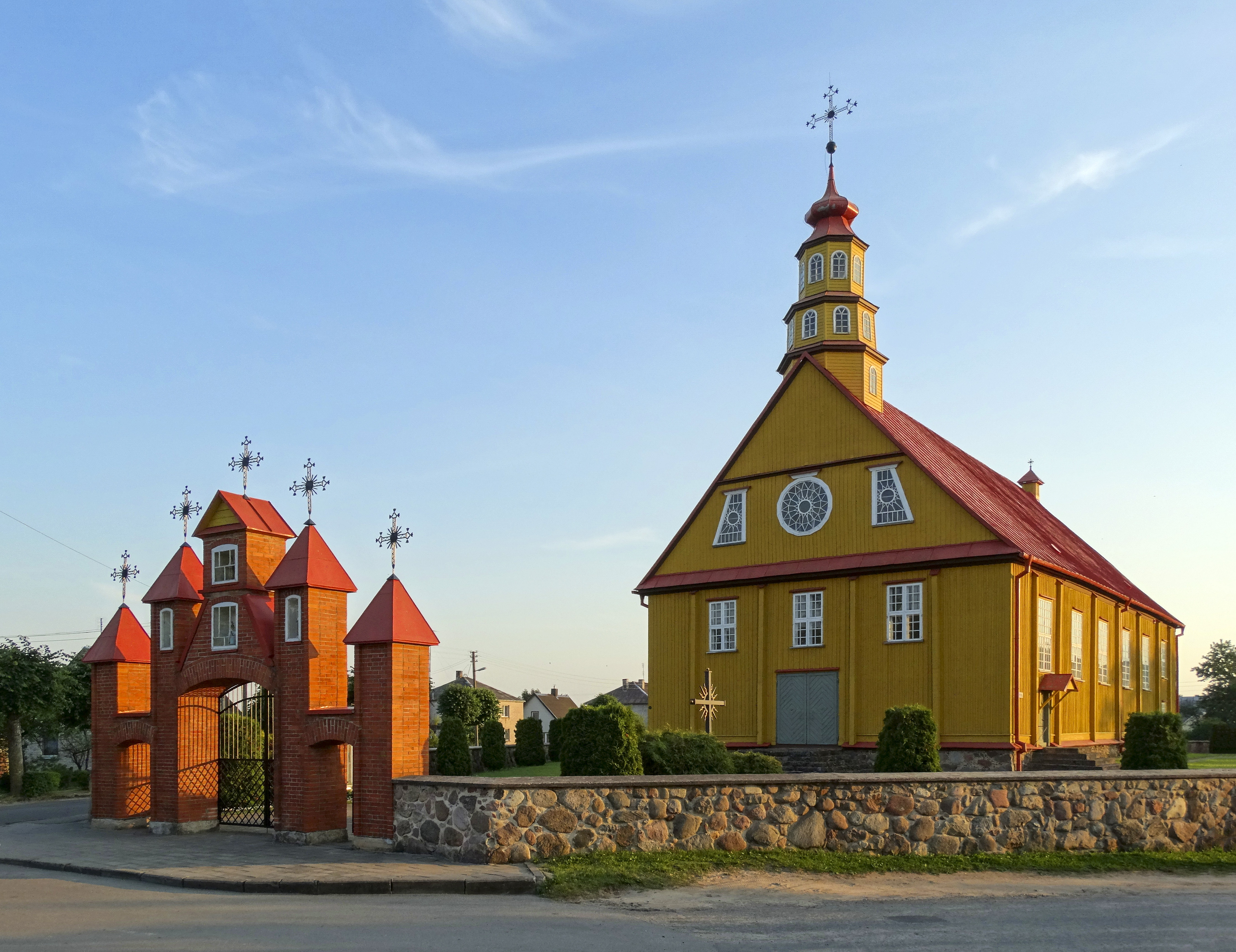
Alexanderkirche in Varniai
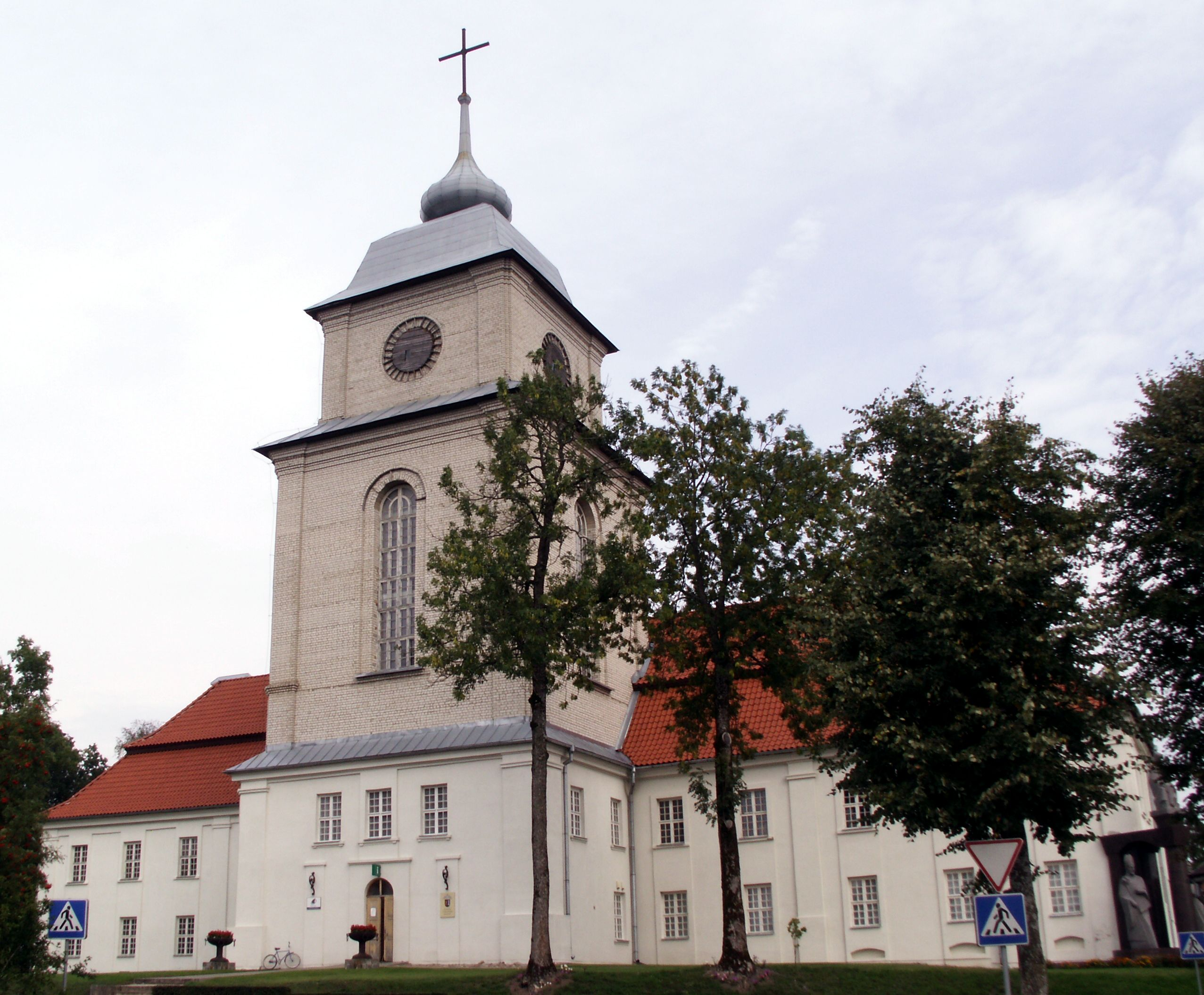
Gebäude des Priesterseminars von Varniai, heute Museum des Samogitischen Bistums
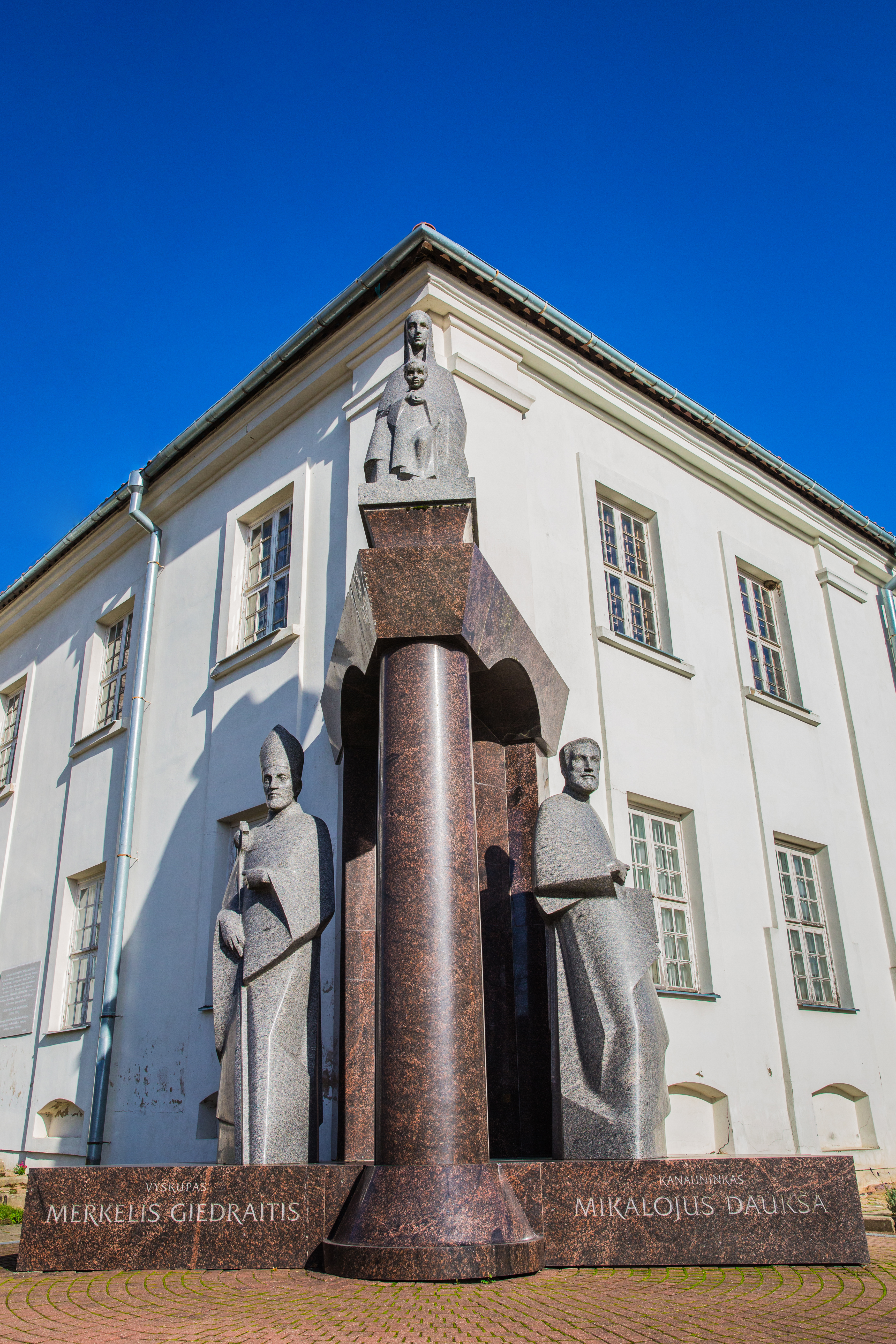
Memorial für Bischof Merkelis Giedraitis (links) und Mikalojus Daukša (rechts) am Bistumsmuseum
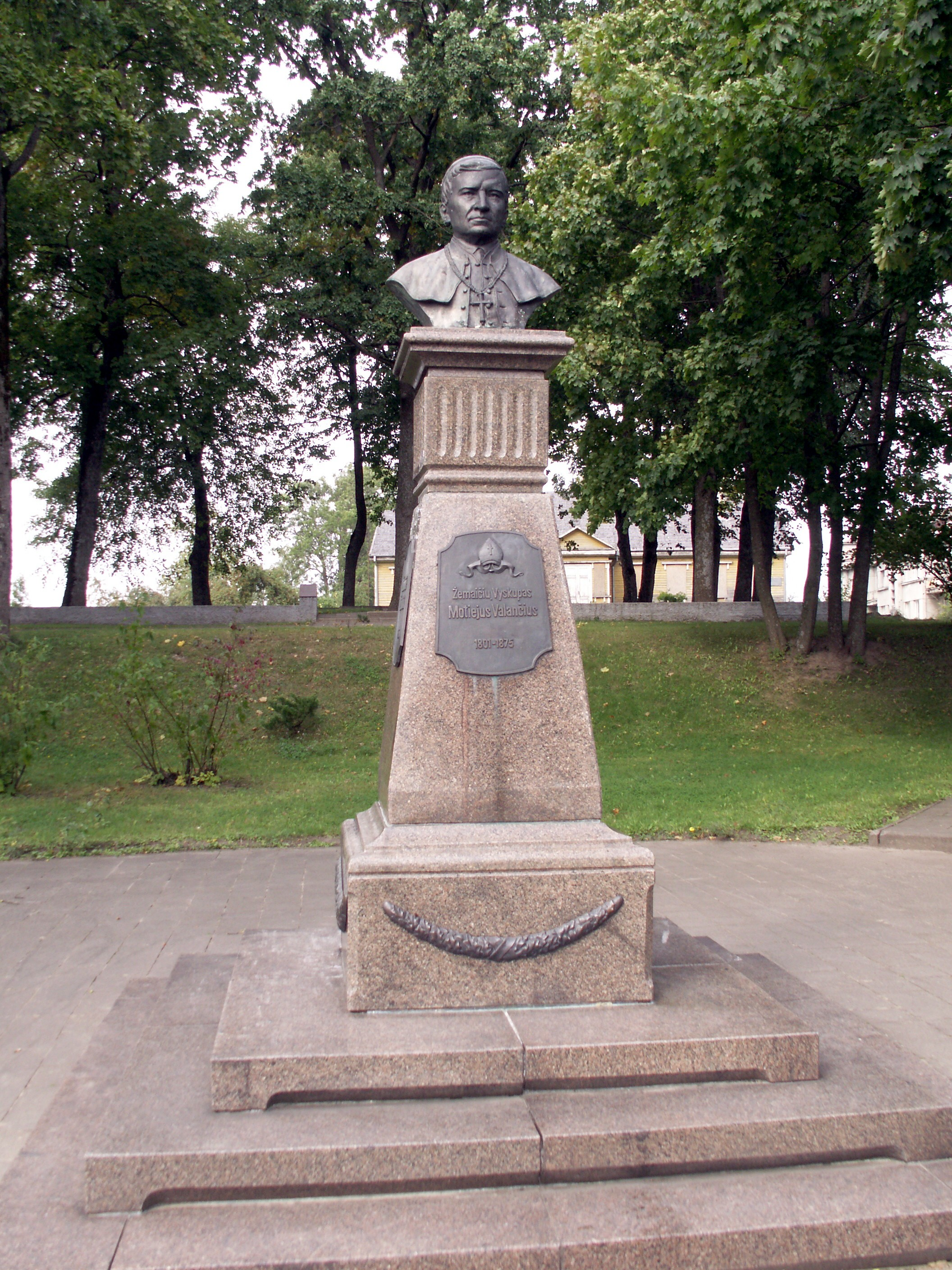
Denkmal für Bischof Motiejus Valančius

## Kultur
Seit 1993 findet am Lūkstas-See ein internationales Blues-Festival Bliuzo naktys (dt. Blues-Nächte) statt.
Von 2010 an fand das überregional bekannte litauische Metal-Festival Kilkim Žaibu mehrfach in Varniai statt.

## Personen
- Boris Schatz (1866–1932), jüdischer Künstler.
- Rimantė Šalaševičiūtė (* 1954), Juristin und Politikerin.